# Erwin Helmchen
Erwin Helmchen (10 de mayo de 1907 - 8 de junio de 1981) fue un futbolista alemán que jugaba como delantero. Es el máximo goleador de la historia, según la RSSSF, con al menos 989 goles en 582 partidos oficiales, aunque este récord incluye goles en equipos regionales, de liga y municipales. También es el segundo máximo goleador en partidos de liga con más de 720 goles, el segundo máximo goleador de un mismo equipo con al menos 667 goles y el goleador con más hat-tricks en su carrera, con al menos 141.

## Trayectoria

### FV Brandeburgo Cottbus
Helmchen comenzó su carrera en el FV Brandenburg Cottbus en 1926, a la edad de 19 años con el cual participó en la fase final del campeonato de fútbol del sudeste de Alemania. Sin embargo, los clubes de Breslavia tales como: Vereinigte Breslauer Sportfreunde y Breslauer SC 08 dominaron la competición.

### PSV Chemnitz
En 1928 se unió al Chemnitzer PSV. Marcó en sus primeras cinco temporadas en el club 213 goles en las rondas del campeonato regional, sin embargo, encontraron una feroz rivalidad con los competidores locales, Chemnitzer BC. En 1932 el PSV logró llegar a la final del campeonato de fútbol de Alemania Central contra el Dresdner SC para ganar 3-2 después de la prórroga. Helmchen anotó 51 goles en el campeonato del PSV, con un total de 120 en la temporada 1931-32. Luego el PSV participó en el campeonato de fútbol alemán de 1932, donde perdió 2-3 ante el eventual campeón alemán Bayern de Múnich en los cuartos de final. Sin embargo, Helmchen logró anotar 5 goles en esa competencia para terminar en segundo lugar detrás de Karl Ehmer. 
El Gauliga Sachsen se inauguró en 1933. Helmchen con su club en la temporada de debut 1933-1934 terminó tercero detrás del Dresdner SC y el VfB Leipzig. En las temporadas 1934-1935 y 1935-1936, el PSV Chemnitz logró ganar dos títulos en el Gauliga Sachsen, ambos frente al Dresdner SC. En el campeonato de fútbol alemán de 1935, el PSV perdió en las semifinales 2-3 contra el eventual ganador FC Schalke 04, ambos goles del PSV fueron anotados por Helmchen.
En el Reichsbundpokal de 1935–36, el PSV ganó contra el equipo Gauliga Südwest/Mainhessen en la final, y Helmchen marcó nueve goles en total. En la fase de grupos del campeonato de fútbol alemán de 1936, el PSV derrotó al Schalke por 3-2 frente a 40.000 espectadores en el Stadion Rote Erde de Dortmund, y Helmchen contribuyó con dos goles a la victoria. Sin embargo, Schalke logró ganar 2-1 contra el PSV en Ostragehege para avanzar a la siguiente ronda por diferencia de goles. Con un total de diez goles, Helmchen volvió a subrayar sus calificaciones superiores a la media en la ronda final.
El PSV fue subcampeón con su equipo en la temporada 1936-1937, luego tercero en 1938 y 1941, pero ya no fue suficiente para hacer otra entrada en la ronda final del campeonato alemán. Sin embargo, el PSV perdió dos finales del Reichsbundpokal en 1936–37 contra los equipos Gauliga Niederrhein y 1939–40 Gauliga Bayern, ya que Helmchen fue capitán en la última final.

### Ligas regionales
Después de la Segunda Guerra Mundial, Helmchen se unió al SG Chemnitz Nord en 1945, donde jugó en las competiciones regionales de Chemnitz. El equipo terminó primero en 1947 y tercero en 1948. En la temporada 1948–49, su equipo perdió la final contra Meeraner SV. Fue convocado el 23 de enero de 1949 en el partido de selección entre Sajonia y Berlín por el técnico de Sajonia, Helmut Schön como delantero centro. Marcó los últimos goles en la ronda de otoño de 1949-1950 en la categoría estatal de Sajonia para el SG Chemnitz Nord, que para entonces había cambiado su nombre una vez más a BSG Fewa Chemnitz.
Helmchen más tarde se mudó a Schleswig-Holstein. Primero estuvo en el Eintracht Rendsburg y desde febrero de 1950 en el VfB Lübeck, donde fue jugador-entrenador en la liga norte de fútbol. En la siguiente temporada 1950-51, Helmchen ganó el campeonato con VfB en la Oberliga Schleswig-Holstein, pero falló en la ronda de ascenso a la liga superior. En 1951-52, volvió a ganar el campeonato de la liga estatal con el VfB, pero el regreso a la Oberliga Nord no tuvo éxito en el segundo intento. Se entrenó con el equipo de la liga nacional, SV Friedrichsort hasta 1956. 

## Selección nacional
Fue llamado a la selección alemana el 24 de mayo de 1931, en la derrota de 0-6 contra Austria. En 1937 hubo dos apariciones más en partidos de prueba antes de los partidos internacionales: el 22 de mayo en Stuttgart contra el Manchester City y el 24 de octubre en Berlín contra el Gau Brandenburg. Sin embargo, no participó en ninguno de los partidos de la selección nacional, debido a varias razones que incluyen lesión, mala forma, dejar una mala impresión y en una ocasión, tener que asistir a una boda. 

## Estadísticas de carrera

### Clubes
| Club                      | Temporada     | Div.          | Liga  | Liga  | (Abs.) | (Abs.) | Copa  | Copa  | Total | Total |
| Club                      | Temporada     | Div.          | Part. | Goles | Part.  | Goles  | Part. | Goles | Part. | Goles |
| ------------------------- | ------------- | ------------- | ----- | ----- | ------ | ------ | ----- | ----- | ----- | ----- |
| F. V. Brandenburg Cottbus | 1924-25       | Reg.          | ?     | 26    | —      | —      | —     | —     | 0+    | 26    |
| F. V. Brandenburg Cottbus | 1925-26       | Reg.          | ?     | 49    | —      | —      | —     | —     | 0+    | 49    |
| F. V. Brandenburg Cottbus | 1926-27       | Reg.          | ?     | 23    | —      | —      | —     | —     | 0+    | 23    |
| F. V. Brandenburg Cottbus | 1927-28       | Reg.          | ?     | 1     | —      | —      | —     | —     | 0+    | 1     |
| F. V. Brandenburg Cottbus | Total         | Total         | -     | 99    | -      | -      | -     | -     | 69    | 99    |
| Chemnitzer P. S. V.       | 1927-28       | 1             | -     | -     | -      | -      | -     | -     | -     | -     |
| Chemnitzer P. S. V.       | 1928-29       | 1             | -     | 30    | -      | -      | -     | -     | -     | -     |
| Chemnitzer P. S. V.       | 1929-30       | 1             | -     | 45    | -      | -      | -     | -     | -     | -     |
| Chemnitzer P. S. V.       | 1930-31       | 1             | -     | 45    | -      | -      | -     | -     | -     | -     |
| Chemnitzer P. S. V.       | 1931-32       | 1             | -     | 51    | -      | -      | 2     | 5     | -     | -     |
| Chemnitzer P. S. V.       | 1932-33       | 1             | -     | 42    | -      | -      | 1     | 1     | -     | -     |
| Chemnitzer P. S. V.       | 1933-34       | 1             | -     | 44    | -      | -      | -     | -     | -     | -     |
| Chemnitzer P. S. V.       | 1934-35       | 1             | -     | 29    | 2      | 3      | 7     | 7     | -     | -     |
| Chemnitzer P. S. V.       | 1935-36       | 1             | -     | 24    | 1      | 0      | 6     | 10    | -     | -     |
| Chemnitzer P. S. V.       | 1936-37       | 1             | -     | 14    | 1      | 3      | -     | -     | -     | -     |
| Chemnitzer P. S. V.       | 1937-38       | 1             | -     | 30    | -      | -      | -     | -     | -     | -     |
| Chemnitzer P. S. V.       | 1938-39       | 1             | -     | 23    | -      | -      | -     | -     | -     | -     |
| Chemnitzer P. S. V.       | 1939-40       | 2             | -     | 9     | -      | -      | -     | -     | -     | -     |
| Chemnitzer P. S. V.       | 1940-41       | 1             | -     | 13    | 1      | 0      | -     | -     | -     | -     |
| Chemnitzer P. S. V.       | 1941-42       | 1             | -     | 11    | -      | -      | -     | -     | -     | -     |
| Chemnitzer P. S. V.       | 1942-43       | 1             | -     | 9     | -      | -      | -     | -     | -     | -     |
| Chemnitzer P. S. V.       | 1943-44       | 1             | -     | 15    | -      | -      | -     | -     | -     | -     |
| Chemnitzer P. S. V.       | 1944-45       | 2             | -     | 13    | -      | -      | -     | -     | -     | -     |
| Chemnitzer P. S. V.       | Total         | Total         |       | 447   | 5      | 6      | 16    | 23    | 338   | 476   |
| S. G. Chemnitz Nord       | 1945-46       | Reg           | -     | 37    | -      | -      | -     | -     | -     | -     |
| S. G. Chemnitz Nord       | 1946-47       | Reg           | -     | 2     | -      | -      | -     | -     | -     | -     |
| S. G. Chemnitz Nord       | 1947-48       | Reg           | -     | 5     | -      | -      | -     | -     | -     | -     |
| S. G. Chemnitz Nord       | 1948-49       | Reg           | -     | 10    | -      | -      | -     | -     | -     | -     |
| S. G. Chemnitz Nord       | 1949-50       | 1             | -     | 5     | -      | -      | -     | -     | -     | -     |
| S. G. Chemnitz Nord       | Total         | Total         | -     | 59    | -      | -      | -     | -     | 60    | 82    |
| VfB Lübeck                | 1949-50       | 1             | 2     | 1     | -      | -      | -     | -     | -     | -     |
| VfB Lübeck                | 1950-55       | 2             | -     | 9     | -      | -      | -     | -     | -     | -     |
|                           | Total         | Total         | -     | 10    | -      | -      | -     | -     | 18    | 17    |
| Total carrera             | Total carrera | Total carrera | -     | 615   | -      | -      | -     | -     | 485   | 674   |
| 1. 2. 3.                  |               |               |       |       |        |        |       |       |       |       |

## Muerte y legado
Helmchen vivió con su esposa (Erna) en Kiel hasta su muerte el 8 de junio de 1981, donde también está enterrado.  
El deseo que expresó de querer descansar bajo el suelo del «Estadio de la Gellertstrasse» de Chemnitz se cumplió simbólicamente el 8 de septiembre de 2001. Ese día, Holstein Kiel y Chemnitzer FC se enfrentaron en la Regionalliga Nord para su primer partido de liga. El club de fans de CFC «Clubsurfer» llamó entonces a la campaña «Lawn for Erwin», en la que se cortó un trozo de césped del césped de fútbol de Chemnitz y se colocó en la tumba de Helmchen en Kiel con una pequeña devoción. 